# L'Épouse du roi Candaule
L’Épouse du roi Candaule ("La moglie del re Candaule") è un quadro dipinto nel 1857 dal pittore francese Jean-Léon Gérôme. Questo tondo di 54,4 centimetri di diametro è stato realizzato su tela con la pittura a olio. Si tratta di un ritratto di nudo della moglie del re Candaule, che spesso viene chiamata con il nome "Nissia".

## Inspirazione
Gérôme si ispirò alla storia di Gige e Candaule raccontata dallo storico greco Erodoto nel primo libro delle sue Storie e ripresa da Théophile Gautier per un romanzo nel 1844.
Candaule non cessa di lodare la bellezza di sua moglie al suo confidente Gige, che è una delle sue guardie. Credendo che Gige dubiti del fascino della regina, Candaule gli ordina di fare tutto il possibile per vederla nuda. Gige, che si ritiene indegno di questa proposta, rifiuta. Il re riesce a rassicurarlo e alla fine Gige accetta di nascondersi nella camera regale mentre la sovrana si sta spogliando, ma questa lo nota. Allora ella decide di non far trasparire nulla e prepara la sua vendetta contro il re che ritiene l'autore di questo oltraggio. L'indomani, ella convoca Gige e gli propone un accordo: o assassinare Candaule e ottenere la sua mano e il trono della Lidia, o essere giustiziato. Dopo alcune esitazioni, Gige sceglie di pugnalare il re e di impadronirsi del trono di Sardi.
La composizione ricorda molto un dipinto perduto di Jean-Auguste-Dominique Ingres, La dormiente di Napoli.

## Descrizione
L'opera ritrae Nissia, la moglie del re Candaule, mentre si sdraia nuda, leggermente inclinata all'indietro, su un letto semplice coperto da una coperta bianca. Ella si gira verso lo spettatore e dietro di lei le tende verdi lasciano intravedere Gige che la spia con la complicità di un Cupido che regge una torcia. Nissia ha le braccia alzate poste dietro la testa. Le sue gambe sono piegate ma leggermente divaricate. Vicino, sulla coperta, c'è una foglia di vite verde che non copre nulla, al contrario dei soggetti di altri dipinti di nudo dell'epoca, il che accentua l'erotismo della tela. Un altro particolare è la scelta del tondo, che in genere veniva adoperato per dei quadri dai soggetti nobili o sacri, mentre questa, al contrario, è una scena molto intima. Il quadro è firmato al centro, a sinistra, su due linee: J-L. Gérôme e 1857.
Due anni dopo, l'artista dipinse un quadro dal soggetto identico, Re Candaule, conservato al museo d'arte di Ponce, a Porto Rico. In questa seconda composizione, Nissia è sempre la protagonista, ma la scena è vista ad una certa distanza, perciò ella non è in primo piano come nel tondo del 1857. Ciò rende la seconda composizione meno intima e provocante della precedente, ma comunque erotica.